# Change.org
是由營利组织經營的請願網站。是一家美國『認證的B公司』，聲稱擁有超過5億用戶並為組織舉辦贊助活動。該公司總部位於加利福尼亞州舊金山。該網站用於促進公眾的請願  。
以前包括維珍美國航空以及國際特赦和美國人道協會等組織的公司都在該站點託管和宣傳其請願書。Change.org的既定使命是「授權各地的人們去創造他們想要看到的改變」。Change.org請願書的熱門話題是經濟和刑事司法，人權，教育，環境保護，動物權利，健康和可持續食品。

## 歷史記錄
Change.org 由現任首席執行官本·拉特雷（Ben Rattray）於2007年成立，並得到了創始首席技術官Mark Dimas，Darren Haas 和Adam Cheyer的支持。截至2012年2月，該網站擁有100名員工，在四大洲設有辦事處。Rattray 表示，到2012 年底，「他計劃在20個國家/地區設立辦事處，並以其他幾種語言（包括阿拉伯語和中文）開展業務」。2013年5月，公司宣布由 Omidyar Network 領導的一輪1,500萬美元投資，並表示在18個國家/地區擁有170名員工。
2011年，Change.org 聲稱這是「中國黑客」發動的一次分佈式拒絕服務攻擊的主題，並且所指控的攻擊顯然與向中國政府提出的釋放藝術家艾未未的請求有關。2011年，有人提議將說西班牙語的對口網站Actuable合併到Change.org中 。該活動於2012年進行，當時他們批准了Actuable用戶自願加入Change.org平台。
2012年，亞利桑那州立大學決定禁止訪問 Change.org，以回應學生埃里克·海伍德（Eric Haywood）提出的請願書，抗議「學校的學費上漲」。大學官員聲稱「Change.org 是垃圾郵件站點」，並且進行封鎖是「為了保護我們有限且寶貴的網絡資源用於合法的學術，研究和行政用途」。
據報導，2012年4月5日，Change.org 擁有1,000萬會員，並且是網絡上增長最快的社交行動平台。當時，他們每天收到500份新請願書。2012年5月13日，《衛報》《英國廣播公司新聞》和其他消息來源報導，Change.org將啟動英國特定的請願平台，將Change.org與「38度」競爭，英國非營利性政治行動組織。
2013年8月，《快速公司》（Fast Company）的一篇文章報導說，Change.org很快將開始以請願人為特色，「公司首次可以對任何給定的請願書發表公開回應（目前，他們只能對他們也將能夠創建自己的『決策者』頁面，該頁面將顯示針對他們的所有請願書，收集的簽名數量及其狀態。」 在2017年夏季，Change.org上的一份請願書禁止煽動暴力侵害婦女行為的。
2021年6月30日，Change.org表示美国和加拿大的员工大多签署了团结数码公司员工运动代表集體協商的工会授权卡，故Change.org自愿认可团结运动为员工代表。

## 重要的請願書

### 美国
2011年12月，馬薩諸塞州布魯克林市的四年級學生通過Change.org發起了「Lorax 請願項目」，要求環球影城在其網站和預告片中加入更多環保信息，以宣傳即將上映的電影《Lorax》『 蘇斯博士的孩子們的故事』。網站和預告片缺少該書中的「幫助環境」這一重要信息。請願書收集了超過57,000個簽名，2012年1月26日，工作室將網站「更新為孩子們要求的環保信息」。
2012年2月2日上午，紐約23歲的史蒂夫·格雷（Stef Gray）在莎莉·梅的華盛頓辦事處舉行了新聞發布會，向她介紹了Change.org莎莉·梅的成果。全國最大的「私人學生貸款提供商」請願書，已收到約77,000個簽名者。當天下午，該公司更改了寬容費政策。
2013年11月，來自「阿拉巴馬州」塔斯卡盧薩市的亞倫·湯普森（Aaron Thompson） 發起了針對塞思·麥克法蘭（Seth MacFarlane）的請願，將布萊恩·格里芬（Brian Griffin）帶回電視連續劇《蓋酷家庭》（ Family Guy）。湯普森的請願書在36小時內獲得了30,000個簽名。幾集後，該角色又被帶回演出。但是，這不是請願的結果，因為這些情節是幾個月前構思的。
2014年9月，密蘇里州海提市的卡羅爾·威爾科克斯（Karol Wilcox） 發起了一項請願書，反對有計劃地處死「田納西州」代爾斯堡市的一個兩年半大狗「博」（Beau），據稱他殺死了其所有者財產中的一隻鴨子。到11月，該請願書已獲得540,000多個簽名。請願書奏效了，那隻狗得以倖免。
在2016年美國總統大選之後，『唐納德·特朗普』被宣佈為美國當選總統，隨後發生了大規模抗議活動 。作為這些抗議活動的一部份，一位加利福尼亞男子於2016年11月10日發起了change.org 請願書，呼籲在各州投票时成为特朗普的不忠选举人，並在州選舉會議上投票支持希拉里·克林頓 。這份請願書開始後僅四天，便獲得了超過400萬簽名。截至2016年11月23日，它已獲得450萬個簽名。請願最終失敗，因為2016年12月19日，特朗普以304名选举人票正式當選總統。請願書以490萬個簽名結束，是change.org 歷史上的最高記錄，这项记录直到2019年3月5日被打破，當時反對書反對擬議中的《版權指令》第13條 - 數碼單一市場，后来于2020年5月30日被黑人男子乔治·弗洛伊德遇害案的联署超越。
2017年11月3日，在針對演員凱文·史派西 提出性侵犯指控之後，Netflix 將該演員從電視劇第六季和最後一季解僱，並停止了該節目的製作。在 Spacey 被解僱後，一份請願書於2017年11月2日提出，要求 Spacey 由演員凱文·詹姆斯 （ Kevin James）替代，因為整形外科手術後弗蘭克·安德伍德（Frank Underwood）開始迅速獲得支持者； 此請願書自成立以來就獲得了媒體的關注，在八天內獲得了50,000名支持者。
在罗根·保罗日本自殺圣地視頻爭議之後，用戶『 ...-.- -.-- .- .- .. .....-.』（ 摩爾斯電碼中的「stayalive」）創建了一個名為《刪除洛根·保羅的 YouTube 頻道》的請願書，截至2018年1月15日，該請願書已收到520,000多個簽名。儘管為同一目的創建了許多其他請願書，但沒有一個得到了足夠的重視。
在2019年7月14日，在線請願書「立即停止TMT望遠鏡的建造」在Change.org上發布，以抗議「三十米望遠鏡」。在線請願書目前已在全球範圍內收集了278,057個簽名。
2020年1月27日，用戶「尼克M」創建了一份請願書，要求在科比·布萊恩特去世後將傑里·韋斯特的NBA 標誌從藝術家泰森·貝克設計成科比 。在48小時內，請願書獲得了240萬個簽名。目前，這是Change歷史上48個小時內收入最高的請願書。

### 英国
2015年3月10日，右翼政治博主 Guido Fawkes（本名保羅·斯坦斯）發起請願，以恢復BBC電視連續劇Top Gear的主持人傑里米·克拉克森 。在此之前，英國廣播公司（BBC）決定暫停他的演出，其中涉及一名製片人。請願書在24小時內獲得了500,000個簽名，使其成為該網站迄今為止增長最快的請願書，同時由於需求量大，英國Change.org的服務器經常不響應。到2015年3月20日，它已獲得超過1,000,000個簽名，並已交付給BBC。2015年3月25日，英國廣播公司（BBC）發表正式聲明，確認由於導致他被停職的行為，他們將不會與演出續約。

### 加拿大
2014年8月，來自不列顛，哥倫比亞省，溫哥華市的『埃里卡·佩里』（Erica Perry） 發起請願，要求一家在北美和英國提供娛樂場所的大型食品和飲料公司 Centerplate，在安全性公開發布後解僱其當時的首席執行官 Desmond (Des) Hague攝像機鏡頭據稱顯示海牙在電梯中虐待年幼杜賓犬。為回應中心板在事件發生後沒有採取行動，除了發布海牙的道歉聲明以及海牙同意執行某些慈善行為的協議外，請願書要求中心板解僱海牙。2014年9月2日，請願書收到190,000個簽名後，海牙辭去了Centerplate 首席執行官的職務。
2018年4月29日，在《復仇者聯盟：無限之戰》上映後的兩個晚上，來自安大略省博爾頓的『瑞安·萊格』（Ryan Leger）提出請願，要求漫威影業延長馬克·魯法洛的合同，讓他出現在《無敵浩克2》中，並要求環球影業讓迪士尼擁有發行任何可能的《複仇者聯盟4》的《綠巨人》電影的發行權，而迪士尼則作為回報，向環球影業分別提供字幕信貸（包括放映工作室的開幕徽標 ）和8-9％的利潤與《復仇者聯盟》和《鋼鐵俠》的派拉蒙電影3。

### 法國
2016年2月，有50份請願書超過100,000個簽署方。法國勞工部長『米里亞姆·埃爾·科姆裡』（Myriam El Khomri）對勞工法項目「Loi El Khomri」的請願書有超過100萬個簽名。

### 菲律賓
死刑犯『瑪麗·簡·維洛索』（Mary Jane Veloso）被釋放的請願書是菲律賓有史以來增長最快的請願書，來自125個國家的25萬多個簽字人。

### 
2018年，一個基於對自行車騎行者的仇恨而建立的Facebook社區的匿名創建者發起了Change.org反騎自行車請願書，該請願書在短時間內增長到超過100,000個簽名。據稱，有證據表明請願書上的許多名字都是假的。
在對新西蘭「克賴斯特徹奇」的恐怖襲擊發表評論後，2019年，有一份針對澳洲政府的請願書，要求將『弗雷澤·安寧』參議員從澳洲聯邦議會免職。安寧（Anning）指責移民法，受害人以及穆斯林對這次襲擊的恐懼加劇。請願書（截至世界標準時間2019年3月24日上午10:11）有1,418,105個簽名，使其成為Change.org上簽名次數第二多的請願書之一，也是涉及澳洲事務的請願書數量最高的請願書之一。

### 墨西哥
在2017年9月7日和9月19日發生在墨西哥中部的兩次地震之後，有不同的請願書迫使「國家選舉機構」（National Electoral Institute），墨西哥參議院和總統恩里克·培尼亚·涅托捐出大部分或全部款項預定即將舉行的2018年大選的人被轉移到墨西哥城和鄰國莫雷洛斯，恰帕斯，瓦哈卡和普埃布拉州的自然災害的受害者。所有請願書的總和超過300萬個簽名。

### 联合国
|                      | 譚德塞在1月23日時，拒絕將2019冠狀病毒病列為「國際公共衛生緊急事件」，但事實上，此冠狀病毒至今並無治癒方式，且之後短短5天內，確診和死亡人數都增加逾10倍，比如確診數從800人陡增到超過1萬人，以及死亡人數超過350人等，這與譚德塞低估肺炎疫情有關，因此「我們強烈認為譚德塞不適合擔任WHO總幹事，呼籲譚德塞立即辭職」。 應該政治中立的WHO，譚德塞卻未經任何調查，直接採信中國政府提供的死亡和確診人數，讓許多人感到失望；此外，台灣的醫療技術比WHO上的部分國家來得進步，WHO不應出於任何政治因素，而將台灣排除在外。 |
| ——“谭德塞撤职”连署书 | |

2020年1月31日，因2019冠状病毒病疫情发起了要求谭德塞撤职的连署。

## 商業模式
Change.org通過訂閱成員資格模型，在網站上宣傳請願書和眾籌來賺錢。
Change.org成員每月捐款，以維持該技術以及由運動家組成的小團隊來指導和支持請願者。公司的大部分收入是廣告-發起或簽署請願書的個人和組織，然後介入以將這些請願書宣傳給其他網站訪問者。
迄今為止，Change.org 已經籌集了5,000萬美元，以推動其在業務，技術和媒體領域的使命導向型投資者的發展。在2017年，由『里德·霍夫曼』 （Reid Hoffman）進行的一輪投資推動了向當前商業模式的轉變。
該網站以前通過運行稱為廣告贊助活動的廣告來賺錢，這些廣告是為諸如國際特赦組織 之類的倡導組織和為合作組織建立名單的服務。2013年5月，網站啟動了「人群推動的請願書」，允許簽署人在請願書籤署的最後階段支付5到1,000美元來推廣請願書。

## 批評

### 假簽名
2018年，昆士蘭自行車公司（Bicycle 昆士蘭州）首席執行官『安妮·薩維奇』（Anne Savage）聲稱，Change.org 上澳洲大規模的反自行車請願書上充斥著虛假的名字。她說，昆士蘭自行車城收到的信息表明，許多名字都是由電子「機器人」創造的。Change.org的發言人否認簽名是假的，稱該組織的工程團隊已經仔細檢查了請願書，並確認他們沒有發現任何異常活動。

### 個人信息的可見性
在某些情況下Template:Vague，搜索引擎可以找到簽名和其他私人信息，包括電子郵件地址。Change.org運行用於簽名隱藏的系統，該系統僅在用戶在Change.org上擁有帳戶時才有效 。相反，該平台因沒有提供足夠的信息說明誰簽署了請願書而受到批評； 例如，一種手段來驗證抗議政治人物的請願書已經由其選民簽名，或者該簽名是真實的。

### 公司結構
儘管Change.org是使用.org域後綴而不是商業.com的事實
This has resulted in debate and criticism，但圍繞Change.org是一個營利性業務這一事實，一直存在爭論和批評 。該網站被指控欺騙用戶，並掩蓋了事實，即「這是一個以營利性動機促使人們簽署請願書的營利性實體」。通過使用Change.org名稱來故意欺騙Change.org。我懷疑普通的Change.org用戶不知道Change.org是一家營利性公司，並且該公司計劃使用提供給他們的聯繫信息來賺錢。
克萊·約翰遜Change.org發言人『夏洛特·希爾』（Charlotte Hill）在2013年9月的《連線》（Wired）文章中反駁了這一批評，他說「我們是一家以使命為導向的社會企業，在帶來收入的同時，我們將收入的100％ 重新投資到了賦予普通民眾權力的使命人們。這不僅僅是我們還沒有盈利，而是我們絕對不是牟利的」。

### 廣告政策
2012年，該網站取消了以前對付費內容的大部分限制。內部文件開始將「客戶」和「合作夥伴」稱為「廣告商」，並指出「只有嚴格被認定為『仇恨團體』的廣告商才被禁止」。結果，Change.org 被指控鼓勵進行騷擾，並放棄了最初吸引用戶的漸進式用戶基礎。當最初洩漏文件的僱員被解僱時，引起了更多爭議。在此更改後對站點失去興趣的用戶中，許多用戶表示很難從Change.org郵件列表中刪除。

### 出售個人資料
Change.org 還被指控將用戶提供的個人數據出售給僱用其服務的第三方公司，從而以用戶為代價牟取金錢。

### 用於熱門話題
Change.org 請願書的主題已增長，其中包括與奧斯卡金像獎不同意以及從某些類型的咖啡中去除牛奶。這些請願書的作者因關注「第一世界問題」而受到批評。關於請願書內容的進一步辯論是在2014年11月，當時『馬丁·道布尼』 （Martin Daubney）稱其中一些為「bizarre」，並表示該網站被用來促進審查制度。作為回應，Change.org 傳播總監『約翰·考文垂』（John Coventry）為範圍廣泛的請願辯護，稱「人們在他們想要支持的方面做出了明智的選擇」。在接下來的一周裡，批評家指稱與媒體有關的請願比對「拯救『實際』生命」的請願更具關注。

### 捐赠用途
Change.org也会请求联署人在签名的时候捐款。捐款不是强制的，但会让用户误以为捐款会用在主办方身上，或用来推动具体的请愿。根据网站的常见问题集，捐款金额“不设上限”，“Change.org会保管资金，用来更为广泛地‘传播’请愿书及支付自身的运营成本”。2020年6月乔治·弗洛伊德之死引爆黑人的命也是命起义后，140名Change.org前员工发表公开信，批评Change.org利用捐款打广告牌及数字广告，宣传请愿活动及网站，变相从黑人权利运动中获利。